# Stefan Kurowski

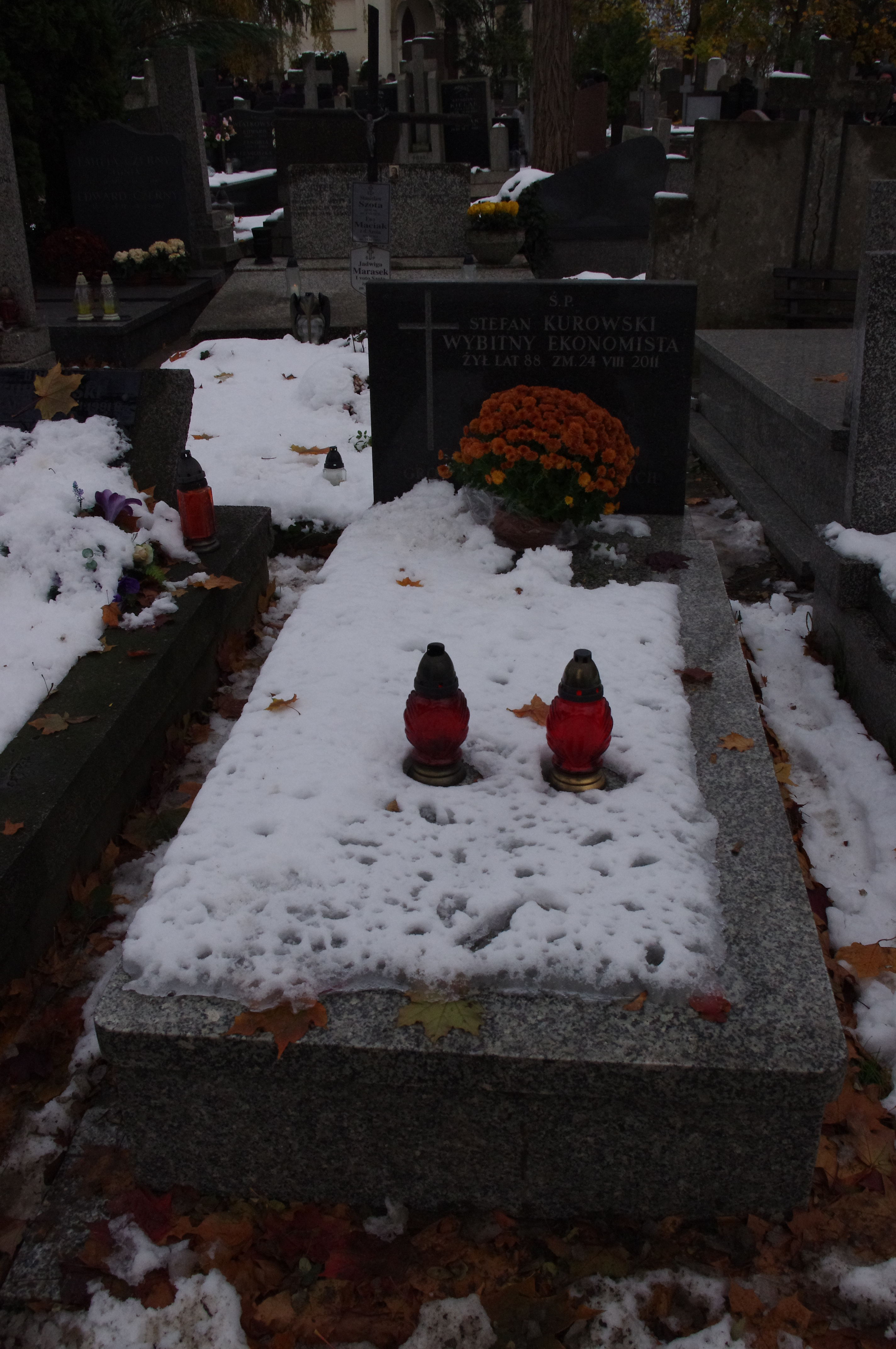
Grób ekonomisty Stefana Kurowskiego na Cmentarzu Wilanowskim w Warszawie

Stefan Kurowski (ur. 11 marca 1923 w Wilnie, zm. 24 sierpnia 2011 w Warszawie) – polski ekonomista, działacz polityczny, profesor Katolickiego Uniwersytetu Lubelskiego i Instytutu Nauk Ekonomicznych PAN.

## Życiorys

### Wykształcenie i praca zawodowa
Uczęszczał do gimnazjum i liceum im. Bolesława Chrobrego w Piotrkowie Trybunalskim, naukę przerwała wojna. Od 1940 do 1949 pracował jako kolejarz. W 1949 ukończył studia na Wydziale Prawno-Ekonomicznym Uniwersytetu Łódzkiego. Władze PRL szykanowały go ze względu na poglądy polityczne (m.in. na 3 lata wstrzymano przyznaną już habilitację, którą ostatecznie przyznano mu w 1966). W 1989 uzyskał tytuł naukowy profesora.
Po studiach pracował w Państwowej Komisji Planowania Gospodarczego, skąd został usunięty w 1953. Następnie pracował w Centralnym Zakładzie Instalacji Przemysłowych. Od 1955 do 1973 był zatrudniony w Zakładzie Nauk Ekonomicznych Polskiej Akademii Nauk, a od 1973 do 1993 w Instytucie Geografii i Przestrzennego Zagospodarowania PAN. Od 1982 do 1989 był wykładowcą na Katolickim Uniwersytecie Lubelskim, a od 1993 do 2002 w Wyższej Szkole Handlu i Prawa im. Ryszarda Łazarskiego.

### Działalność polityczna
Od 1956 do 1962 uczestniczył w spotkaniach Klubu Krzywego Koła. W 1957 współtworzył pismo „Za i Przeciw”. Od 1963 był związany z Klubami Inteligencji Katolickiej. Od 1972 do 1976 był ekspertem ekonomicznym koła poselskiego Znak. W 1976 znalazł się wśród sygnatariuszy Listu 101. Od 1977 do 1980 publikował w niezależnych pismach, takich jak „Głos”, „Opinia” i „Droga”. W 1979 współtworzył Konfederację Polski Niepodległej. W 1980 był doradcą MKS. Od 1980 doradzał władzom NSZZ „Solidarność”. W listopadzie 1981 współtworzył Kluby Służby Niepodległości.
W czasie stanu wojennego został internowany na okres od grudnia 1981 do kwietnia 1982. Od 1988 do 1990 był członkiem Komitetu Obywatelskiego „Solidarność”. W 1990 został współautorem tzw. Planu Beksiaka. Następnie, do 1991 doradzał prezydentowi Lechowi Wałęsie. Był także ekspertem Porozumienia Centrum, z ramienia którego bezskutecznie ubiegał się o mandat senatora w wyborach parlamentarnych w 1991. W 1992 był doradcą ekonomicznym premiera Jana Olszewskiego. W wyborach parlamentarnych w 1993 bez powodzenia kandydował do Sejmu z listy KPN. W wyborach samorządowych w 1998 bezskutecznie ubiegał się o mandat radnego gminy Warszawa-Centrum z listy koalicji Ruch Patriotyczny Ojczyzna. W 1999 zainspirował budowę pomnika Romana Dmowskiego w Warszawie.

## Odznaczenia
W 2006, za wybitne zasługi dla niepodległości Rzeczypospolitej Polskiej, za działalność na rzecz przemian demokratycznych w kraju, za upowszechnianie wiedzy o dziejach Narodu Polskiego, został odznaczony przez prezydenta Lecha Kaczyńskiego Krzyżem Komandorskim z Gwiazdą Orderu Odrodzenia Polskiego.

## Wybrane publikacje
- Doktrynalne uwarunkowania kryzysu gospodarczego PRL [Polskiej Rzeczypospolitej Ludowej]: (referat wygłoszony na konferencji Polskiego Towarzystwa Socjologicznego nt. „Socjologiczne i ekonomiczne problemy gospodarki płacowej”, w dniu 27.05.1979 r. w Sali Lustrzanej Pałacu Staszica w Warszawie), Łódź: Wydawnictwo Propozycji i Dyskusji” 1981 (wiele innych wydań).
- Funkcjonowanie instytucji prawnych w jednostkach inicjujących – WOG: sprawozdanie z wyników badań, oprac. Stefan Kurowski, przy oprac. wyników badań brali udział Cezary Kosikowski, Zdzisław Niedbała, Lechosław Stępniak, Instytut Państwa i Prawa (b. Instytut Nauk Prawnych) Polskiej Akademii Nauk, Zespół Badania Instytucji Prawnych w Gospodarce Narodowej, Warszawa: IPiP PAN 1976.
- Historyczny proces wzrostu gospodarczego: analiza trendów sekularnych na podstawie produkcji żelaza i stali, Zakład Nauk Ekonomicznych Polskiej Akademii Nauk, Warszawa: Państwowe Wydawnictwo Naukowe 1963.
- Ludność w historii i polityce, Warszawa: Ośrodek Dokumentacji i Studiów Społecznych 1980.
- Nad ekonomią polityczną: rozprawy naukowe z lat 1955-1980, Cz.1, Warszawa: First Business College 1994.
- Obszary zainteresowań i przesłanki wyboru, Warunki realizacji porozumień, Warszawa: NSZZ „Solidarność”. Region Mazowsze. Ośrodek Badań Społecznych 1981.
- Od Października do Sierpnia: moje ćwierć wieku dyskusji o gospodarce, Warszawa: „Elipsa” 2001.
- Od Sierpnia do Grudnia, Warszawa: „Głos” 1985.
- Polityka gospodarcza PRL: ujęcie modelowe, cele, zasady metody: analiza krytyczna, Warszawa: „Editions Spotkania” 1990.
- Przyczynek do programu NSZZ: wersja wstępna, 1980.
- Reforma gospodarcza w PRL [Polskiej Rzeczypospolitej Ludowej]: trzecie podejście, [pseud. Hieronim Janczak],Warszawa: „CDN” 1986.
- Różnicowanie się i nowe podziały światowej przestrzeni społeczno-gospodarczej, pod red. Marcina Rościszewskiego, aut. Barbara Ignaczak, Stefan Kurowski, Piotr Szeliga, Polska Akademia Nauk. Instytut Geografii i Przestrzennego Zagospodarowania, Wrocław: Zakład Narodowy im. Ossolińskich 1983.
- Sezonowość budownictwa w Polsce, Polska Akademia Nauk. Zakład Nauk Ekonomicznych, Warszawa: Polskie Wydawnictwa Gospodarcze 1959.
- Struktura społeczna a rewolucja naukowo-informatyczna [Polskiej Rzeczypospolitej Ludowej]: teoria kratosów, Warszawa: BLiH 1981 (wiele wydań).
- Szkice optymistyczne, Warszawa: Pax 1957.
- Taktyka i strategia „Solidarności” na obecnym etapie, Bydgoszcz: MKZ NSZZ „Solidarność”, 1981.
- Warszawa na tle stolic Europy, Katolicki Uniwersytet Lubelski. Wydział Nauk Społecznych, Lublin: Redakcja Wydawnictw KUL 1987.
- Wstęp do programu i założenia ideowe: propozycje dla NSZZ „Solidarność”, oprac. Stefan Kurowski, Warszawa: NSZZ „Solidarność”, Region Mazowsze, Ośrodek Badań Społecznych 1981.
- Wyjście z kryzysu – program alternatywny, Ośrodek Badań Społecznych NSZZ „Solidarność”, Region Mazowsze 1981?.
- Zróżnicowanie przestrzenne gospodarki polskiej w 1974 i 1989 roku, Lublin: TN KUL. Wyd. 1997.